# 越島はぐ
越島 はぐ（こしじま はぐ）は、日本のイラストレーターである。
第15回電撃イラスト大賞にて銀賞を受賞した。

## 主な作品

### ライトノベル
- パララバ -Parallel lovers-（静月遠火作、アスキー・メディアワークス〈電撃文庫〉）
- 魔法少女を忘れない（しなな泰之作、集英社〈スーパーダッシュ文庫〉）

### ライト文芸
- ビブリア古書堂の事件手帖（三上延作、アスキー・メディアワークス〈メディアワークス文庫〉）
- 「階段島」シリーズ（河野裕作、新潮社〈新潮文庫nex〉）
- 貸し本喫茶イストワール（川添枯美作、集英社〈集英社オレンジ文庫〉）
- さよならの言い方なんて知らない。（河野裕作、新潮社〈新潮文庫nex〉）
- その終末に君はいない。（天沢夏月作、スターツ出版〈スターツ出版文庫〉）

### ゲーム
- 予言者育成学園 Fortune Tellers Academy（スマホアプリ/2016年、キャラクターデザイン）